# 4518 Raikin
4518 Raikin eller 1976 GP3 är en asteroid i huvudbältet som upptäcktes den 1 april 1976 av den rysk-sovjetiske astronomen Nikolaj Tjernych vid Krims astrofysiska observatorium på Krim. Den har fått sitt namn efter skådespelaren och komikern Arkadij Raikin.
Asteroiden har en diameter på ungefär fyra kilometer och den tillhör asteroidgruppen Vesta.